# يو إف سي ليلة القتال: تيكسيرا ضد سانت بريوكس
يو إف سي ليلة القتال: تيكسيرا ضد سانت بريوكس (بالإنجليزية: UFC Fight Night: Teixeira vs. Saint Preux)‏ هو حدث لفنون القتال المختلطة نظمته يو إف سي، أُقيم في 8 أغسطس 2015، على بريدجستون أرينا في ناشفيل، تينيسي، الولايات المتحدة.